# فرودگاه جرج‌تاون (باهاما)
فرودگاه جورج تاون (باهاماس) (به انگلیسی: George Town Airport) یک فرودگاه همگانی است که یک باند فرود آسفالت دارد و طول باند آن ۱۵۲۴ متر است. این فرودگاه در شهر جورج تاون، باهاما کشور باهاما قرار دارد .